# Marta Rodríguez
Marta Rodríguez, née le 1er décembre 1933 à Bogota, est une documentariste, productrice, réalisatrice et scénariste colombienne.
Parmi ses films les plus connus, peuvent être cités Chircales  sorti en 1972, ou encore Nuestra voz de tierra, memoria y futuro sorti en 1982. Ses œuvres mettent l'accent sur la vie et les expériences de la classe ouvrière colombienne. Rodríguez est considérée comme une pionnière du documentaire anthropologique en Amérique latine.

## Biographie
Rodríguez est née à Bogota en 1933. Dans les années 1950, elle se rend à Paris, où elle est influencée par le mouvement cinématographique européen de l'époque. De retour dans son pays, elle rejoint l'Université nationale, où elle rencontre le prêtre Camilo Torres Restrepo, avec qui elle effectue un travail de terrain. Elle retourne ensuite en France, où elle étudie l'ethnologie et la production cinématographique. Elle participe notamment à un atelier de formation à Paris, au Musée de l'Homme, animé par Jean Rouch expliquant comment réaliser un film avec un matériel réduit, comme un magnétoscope et une caméra super 8, et devient une collaboratrice de Jean Rouch entre 1962 et 1965.
De retour en Colombie, Martha Rodríguez rencontre et épouse le cinéaste Jorge Silva. Le couple travaille dans le domaine du documentaire pendant une quinzaine d'années, jusqu'à la mort de Jorge Silva en 1987. Marta Rodríguez réalise une vingtaine de films, adoptant généralement un point de vue marxiste, et une démarche souvent didactique associée à des images de forte sensibilité. Elle participe également à plusieurs projets en tant que productrice et scénariste. Ses films portent sur les conditions de vie de la classe ouvrière colombienne à faible revenu, et plus particulièrement sur les peuples indigènes et autochtones,.
Marta Rodriguez est une des pionnières du cinéma documentaire colombien même si elle a emboîté le pas à Gabriela Samper (es). Ses images d'enfants portant des briques d'argile sur le dos, par exemple, dans son documentaire Chircales , sont à la fois sensibles et très symboliques,.

## Principales œuvres

### Chircales
Chircales, sorti en 1972, est un documentaire sur une famille de maçons de Bogota, en Colombie. L'œuvre met en lumière les expériences religieuses, sociales et politiques de cette famille afin d'exposer l'exploitation à laquelle sont confrontés les membres des classes inférieures et d'un statut social similaire. Marta Rodríguez le réalise, Jorge Silva l’accompagne. Chircales est tourné sur une période de six ans, entre 1966 et 1972,.

### Nuestra voz de tierra, memoria y futuro
Nuestra voz de tierra, memoria y futuro [Notre voix de terre, mémoire et futur] est un docufiction et fait intervenir des acteurs. Il montre la dépossession des amérindiens de la terre de leurs ancêtres, par les colons espagnols, dans la région du Cauca.

## Filmographie

### Réalisatrice
- 1971 : Planas, testimonio de un etnocidio
- 1972 : Chircales
- 1975 : Campesinos
- 1980 : La voz de los sobrevivientes
- 1981 : Nuestra voz de tierra, memoria y futuro
- 1988 : Amor, mujeres y flores
- 1998 : Amapola coréalisé avec Lucas Silva[8]

### Scénariste
- 1981 : Nuestra voz de tierra, memoria y futuro, film que Marta Rodriguez a produit et sur lequel elle a également effectué le montage.

## Distinctions

### Récompenses
- 1972 : Marta Rodríguez et Jorge Silva obtiennent le Goldene Taube pour Chircales au Festival international du film documentaire et du film d'animation de Leipzig[9]
- 1973 : Marta Rodríguez et Jorge Silva obtiennent le Grand Prix pour Chircales au Festival du court métrage international de Tampere[9]
- 1976 : Marta Rodríguez et Jorge Silva obtiennent le Grand Prix pour Campesinos au Festival du court métrage international de Tampere[9]
- 1977 : Marta Rodríguez et Jorge Silva obtiennent le Prix du meilleur court métrage du Syndicat français de la critique de cinéma pour Campesinos au Syndicat français des critiques de cinéma[9]
- 1982 : Marta Rodríguez obtient le FIPRESCI Prize pour Nuestra voz de tierra, memoria y futuro au festival international du film de Berlin, ex æquo avec Jorge Silva pour son documentaire Lebensläufe[9]
- 1982 : Marta Rodríguez obtient le Colón de Oro pour Nuestra voz de tierra, memoria y futuro au festival du cinéma ibéro-américain de Huelva, ex æquo avec Últimos días de la víctima de Jorge Silva[9]
- 2002 : Marta Rodríguez obtient l'Icono Precolombino au festival du film de Bogota[9]